# Bernat Klein
Bernat Klein (1922-17 de abril de 2014) fue un diseñador textil y pintor de Serbia. Con sede en Escocia, Klein suministró textiles a diseñadores de alta costura en los años 1960 y 1970, y más tarde vendió sus propias colecciones de ropa.

## Biografía
Klein nació en Senta, en lo que entonces era Yugoslavia. En 1940 asistió a la Academia Bezalel de Arte y Diseño, Jerusalén, y luego se trasladó a la Universidad de Leeds, Inglaterra, donde estudió la tecnología textil a partir de 1945. Fue empleado por varias empresas del sector textil en Inglaterra y Escocia, hasta 1952, cuando establecido Colourcraft (Gala) Ltd. Esta comprendía un centro de tejido en Galashiels en las fronteras escocesas, la cual producía las mantas y otros artículos que se vendían en su tienda de la compañía en Edimburgo. Creó textiles innovadores, y la creación de comercio con productores como Marks and Spencer.
En 1962, Coco Chanel eligió telas de Klein para su colección de primavera, lo que condujo a una mayor exposición y ventas adicionales a las casas de alta costura en los EE. UU. y Europa, incluyendo Dior, Balenciaga, Pierre Cardin y Saint Laurent. La compañía pasó a llamarse Bernat Klein Limited, y una participación importante en el negocio fue adquirido por una filial de Imperial Tobacco.